# Christophe Girard (auteur de bande dessinée)
Pour les articles homonymes, voir Christophe Girard et Girard.
Christophe Francis Girard, né le 29 mai 1968 à Trévoux (Ain), est un dessinateur de bande dessinée.

## Biographie
En 1992, Christophe Girard est diplômé de l'école nationale supérieure des beaux-arts de Lyon. Depuis 1997, il est professeur à l’école d’arts plastiques de Nice : Villa Thiole.

En particulier, en 2008, il raconte son expérience traumatisante du service militaire dans son œuvre autofictionnelle Pays Kaki 92-08, rééditée et augmentée en 2013.
En 2011, il publie une adaptation de Metropolis de Fritz Lang en s'attachant plus à l'aspect de révolte sociale qu'aux aspects mystiques de l’œuvre originale,.
Après une première œuvre sur l’histoire de l’art en 2007 (Contre Histoire De L'art, Éditions du point d'exclamation, 2007), il donne sa vision de l’œuvre de Matisse dans l’ouvrage Matisse Manga (Les Enfants Rouges, 2010), en collaboration avec le musée Matisse de Nice. À travers le récit de sa visite du musée, il cherche, selon ses dire, à « remettre dans notre époque [un peintre qui] n’est pas traité à sa juste valeur et devrait être étudié plus sérieusement. ». Les ayants droit de Matisse accepteront la publication mais imposeront le noir et blanc,,.
La même année parait Ismahane tome 1, avec comme scénariste Sasha, journaliste et scénariste libanaise, qui a obtenu une mention spéciale du Jury œcuménique à Angoulême, FIBD 2012. Le tome 2 parait en 2012. La série évoque le conflit fratricide du Liban en suivant 16 ans de l’enfance et de l’adolescence d’Ismahane, l’héroïne qui donne le titre à la série, de 1975 à 1991,.
Entre 2013 et 2014 parait, en trois tomes, Le Linceul du Vieux Monde, chronique de la Révolte des Canuts de 1831, première révolte ouvrière de l'histoire moderne qui a inspiré de nombreux penseurs comme Karl Marx. Habitant Lyon et d'une famille ouvrière, Christophe Girard réfléchissait depuis près de 20 ans à adapter le récit de ces évènements. Il produit un récit chronologique où tous les personnages sont des personnages réels, y compris Anselme Pétetin, le journaliste qui sert de fil rouge au récit. Le seul personnage inventé est le personnage de Julia, symbole de la condition féminine, du fait de la pauvreté des sources historiques sur les femmes de l'époque. Le titre « Le linceul du vieux monde » est extrait du Chant des canuts dont le 3e couplet se termine par « Mais notre règne arrivera, Quand votre règne finira, Nous tisserons le linceul du vieux monde, Car on entend déjà la tempête qui gronde. »,,,.
En 2015 et 2016, il publie Bernarreke en deux tomes. Le premier tome est l'histoire d'un enfant sourd dans un petit village flamand très catholique dans les années 50. Puis, dans le tome 2, le même héros évolue à Sanary-sur-mer (Var), dans les années 60, où se déroule son adolescence compliquée par sa surdité, mais aussi par la découverte de son homosexualité. Le scénariste de ces deux tomes est Bernard Valgaeren.
Sur un scénario de Mkdeville, il met en scène en 2018 dans Virginia Hill, Journal D'une Affranchie, la biographie de Virginia Hill, figue du crime organisé des années 1930 à Chicago et maîtresse du célèbre parrain de la mafia Bugsy Siegel,,.
Le roman graphique L’Affaire Zola, publié en 2019, écrit par Jean-Charles Chapuzet et dessiné à quatre mains par Vincent Gravé (story-board) et Christophe Girard (story-board, dessin et couleurs) est centré sur la vie d’Émile Zola et son implication dans l’affaire Dreyfus, mêlant la biographie de l’écrivain et les méandres de l’affaire,,,,.
Avec Jeff Legrand, il entamera une collaboration avec le célèbre cycliste Raymond Poulidor qui conduira à la parution de deux ouvrages : la biographie Raymond en 2018 et Mon Tour 64, Dans La Roue De Raymond en 2020.
Il publie dans la foulée, en collaboration, deux comédies :
- sur un scénario de Jean-Marc Pontier, Saint-Trop' en 2020 ;
- sur un scénario de Thomas Gaudin et Olivier Domerc, L'Homme Qui Voulait Être Vieux en 2021[21].

En collaboration avec deux journalistes, Paul Carcenac (Le Figaro) et Pierre-Roland Saint-Dizier (rédacteur en chef d'Albi Mag), il retourne à l'Histoire en publiant l’Or d’El Ouafi, récit biographique de la vie du champion français d’athlétisme longtemps oublié Ahmed Boughéra El Ouafi. Cette publication est relayée par la presse grand public,,. Elle fait partie de la sélection de six BD à lire avant Angoulême 2022 par France Inter. Le comédien Jamel Debbouze a acquis les droits d'adaptation de la BD pour le cinéma.
En 2022, il retrouve le scénariste de L'Affaire Zola, Jean-Charles Chapuzet, pour publier le 9 septembre 2022 Le Matin de Sarajevo qui raconte comment s’est préparé et déroulé l'assassinat à Sarajevo le 28 juin 1914 de l’archiduc François-Ferdinand, héritier de l'Empire austro-hongrois, attentat qui précipitera l’Europe entière dans l’enfer des tranchées de la Première Guerre mondiale.
En 2023, il s'associe avec le journaliste et écrivain Antoine Vitkine, qui avait déjà traité de ce personnage, pour raconter l'histoire de  Mohammed Ben Salmane fils du roi et prince héritier d’Arabie Saoudite dans MBS, l’enfant terrible d’Arabie Saoudite. Ce titre est cité par le The New York Times du 24/01/2024 comme exemple du boom des bandes-dessinées tirées de faits réels en France.
Autre roman graphique historique ancré dans la réalité, avec Pierre-Roland Saint-Dizier (scénario), il publie le 21 février 2024  « Je n'ai pas oublié… » Histoires de la Shoah par balles, aux éditions du Rocher. C'est l'histoire des massacres des Juifs en Europe de l'Est et la manière dont ces fusillades de masse ont été occultées dans les pays du Pacte de Varsovie. La bande-dessinée a été réalisée en collaboration avec l'association Yahad-In Unum qui entreprend depuis 20 ans de retrouver les sites de cette "Shoah par balles" en interrogeant les derniers témoins, ainsi qu'avec l'Université d'Albi. L'ouvrage en suit 20 étudiants envoyés en Pologne accompagnés de l'auteur et de l'association.
Dans la foulée, le 20 mars 2024, il met en image une histoire de la scénariste et réalisatrice de film Kudret Gunes racontant l'histoire de Rojin, une fille d'origine kurde vivant à Paris qui incarne à elle seule "tout ce que peuvent subir les femmes dans le contexte des guerres et des dictatures religieuses".
A l'initiative de la municipalité d'Aurec-sur-Loire où il réside, il publie avec sa compagne écrivaine Clélie Avit « Aurec-sur-Loire, l'insolite guide illustré d'un village de France »  pour "mettre en lumière de façon accessible et originale, l'histoire, le patrimoine, les paysages, les richesses de la faune et la flore de la cité des bords de Loire".

## Publications

### Œuvres originales
- Le Dossier Secret, (dessin : Christophe Girard ; Scénario : Tim Geraghty, Christophe Girard), Éditions du point d'exclamation, 2006,  (ISBN 978-2916347028)
- Contre Histoire De L'art, (dessin, scénario : Christophe Girard), Éditions du point d'exclamation, 2007,  (ISBN 978-2-916347-13-4)
- Pays Kaki 92/08, (dessin, scénario : Christophe Girard), Éditions du point d'exclamation, 2008,  (ISBN 978-2-916347-20-2) ; auto-fiction, noir et blanc
- Matisse Manga[4] (dessin, scénario : Christophe Girard), Les Enfants Rouges, 2010,  (ISBN 978-2-354-19043-9) ; noir et blanc
- Metropolis, (dessin, scénario : Christophe Girard), Les Enfants Rouges, 2011,  (ISBN 978-2-354-19048-4) ; librement adapté du film de Fritz Lang, noir et blanc
- Ismahane, Première Partie[2],[7], (dessin : Christophe Girard ; Scénario : Sasha), Les Enfants Rouges, 2011,  (ISBN 978-2-354-19047-7) ; noir et blanc
- Ismahane, Seconde Partie, (dessin : Christophe Girard ; Scénario : Sasha), Les Enfants Rouges, 2012,  (ISBN 978-2-354-19055-2) ; noir et blanc
- Le Linceul Du Vieux Monde, La révolte des canuts, Livre 1/3 : Les Prémices De La Révolte[2],[3],[8],[9], (dessin, scenario : Christophe Girard), Les Enfants Rouges, 2013,  (ISBN 978-2-354-19059-0) ; roman graphique historique, noir et blanc
- Le Linceul Du Vieux Monde, La révolte des canuts, Livre 2/3 : La Déroute, (dessin, scenario : Christophe Girard), Les Enfants Rouges, 2013,  (ISBN 978-2-354-19061-3) ; roman graphique historique, noir et blanc
- Le Linceul Du Vieux Monde, La révolte des canuts, Livre 3/3 : À L'aube Du Rêve, (dessin, scénario : Christophe Girard), Les Enfants Rouges, 2014,  (ISBN 978-2-354-19066-8) ; roman graphique historique, noir et blanc
- Les Clés d'Antibes Juan-Les-Pins, (dessin, scénario : Christophe Girard), Les Enfants Rouges, 2014,  (ISBN 978-2-354-19072-9)
- Bernarreke[10], (dessin : Christophe Girard ; Scénario : Bernard Valgaeren), Les Enfants Rouges, 2015,  (ISBN 978-2-354-19080-4) ; récit autobiographique
- Bernarreke 2 - l'adolescence, (dessin : Christophe Girard ; Scénario : Bernard Valgaeren), Les Enfants Rouges, 2016,  (ISBN 978-2-354-19091-0) ; récit autobiographique
- Virginia Hill, Journal D'une Affranchie[11],[12],[13], (dessin : Christophe Girard ; Scénario : Mkdeville), Les Enfants Rouges, 2018,  (ISBN 978-2-354-19099-6) ; biographie, bichromie
- Raymond[19], (dessin : Christophe Girard ; Scénario : Raymond Poulidor, Jeff Legrand), Mareuil Éditions, 2018,  (ISBN 978-2-372-54083-4) ; biographie, noir et blanc
- L'affaire Zola[14],[15],[16],[17],[18], (dessin, couleur, storyboard : Christophe Girard ; Scénario : Jean-Charles Chapuzet, storyboard : Vincent Gravé), Glénat, 2019,  (ISBN 978-2-344-01872-9) ; roman graphique historique, noir et blanc
- Saint-Trop', (dessin : Christophe Girard ; Scénario : Jean-Marc Pontier), Les Enfants Rouges, 2020,  (ISBN 978-2-354-19106-1)
- Mon Tour 64, Dans La Roue De Raymond[20], (dessin : Christophe Girard ; Scénario : Raymond Poulidor, Jeff Legrand), Mareuil Éditions, 2020,  (ISBN 978-2-372-54158-9) ; roman graphique historique, noir et blanc
- L'Homme Qui Voulait Être Vieux[21], (dessin : Christophe Girard ; Scénario : Thomas Gaudin, Olivier Domerc), Marabulles, 2021,  (ISBN 978-2-501-14691-3)
- L'or D'El Ouafi[23],[24],[25] (dessin : Christophe Girard, scénario : Pierre-Roland Saint-Dizier et Paul Carcenac), Michel Lafon, 2022,  (ISBN 978-2-749-94710-5)
- Le Matin de Sarajevo (dessin et couleurs : Christophe Girard, scénario : Jean-Charles Chapuzet), Glénat, 2022,  (ISBN 978-2-344-04676-0)
- MBS, l’enfant terrible d’Arabie Saoudite[28] (dessin et couleurs : Christophe Girard, scénario : Antoine Vitkine), Steinkis, 2023,  (ISBN 978-2-365-69688-3)
- « Je n'ai pas oublié… » Histoires de la Shoah par balles (Illustrations : Chritophe Girard, Scénario : Pierre-Roland Saint-Dizier), éditions du Rocher, 2024, (ISBN 978-2-365-69688-3)
- La liberté dans le sang, L'histoire d'une femme entre France et Syrie au XXIe siècle (Illustrations : Christophe Girard, Scénario : Kudret Gunes), Marabulles, 2024.  (EAN 9782501163569)
- Aurec-sur-Loire, l'insolite guide illustré d'un village de France (Christophe Girard, Clélie Avit), Jarjille éditions, 2024,  (ISBN 978-2-493649-16-4)

### Rééditions augmentées
- Pays Kaki 92-08, (Dessin, scénario : Christophe Girard), Les Enfants Rouges, 2013,  (ISBN 978-2-354-19058-3) ; auto-fiction, noir et blanc
- Le Linceul Du Vieux Monde, La révolte des canuts - L'intégrale[2],[3],[8],[9], (Dessin, scénario : Christophe Girard), Les Enfants Rouges, 2019,  (ISBN 978-2-354-19105-4) ; Roman graphique historique, noir et blanc
- Ismahane - L'intégrale[2],[7], (Dessin :  Christophe Girard ; Scénario : Sasha), Les Enfants Rouges, 2020,  (ISBN 978-2-354-19111-5) ; noir et blanc
- Grands Personnages De L'histoire En Bandes Dessinées (Les) Hs03 1898 - Zola Et L'affaire Dreyfus, (Dessin : Christophe Girard ; Scénario : Jean-Charles Chapuzet ; Couleurs : Vincent Gravé), Glénat / Le Monde, 2021,  (ISBN 978-2-357-10690-1) ; Ré-édition, inclus un dossier de 6 pages sur Zola et l'affaire Dreyfus

### Traductions
Espagnol :
- Virginia Hill / Virginia Gil - Diario De Una Mujer Libre, (Dessin : Christophe Girard ; Scénario : Mkdeville ; traduction : Lara San Mámes Mata), Harriet Ediciones, S.L., 2019,  (ISBN 978-8412033397) ;

Basque :
- Virginia Hill / Virginia Gil - Emakume Librearen Egunkaria, (Dessin : Christophe Girard ; Scénario : Mkdeville), Harriet Ediciones, S.L., 2019,  (ISBN 978-8412033380)

Croate :
- Afera Zola, (dessin, couleur, storyboard : Christophe Girard ; Scénario : Jean-Charles Chapuzet, storyboard : Vincent Gravé, traduction : Ana Tomičić), Bookglobe - Strana knjižara d.o.o., 2021,  (ISBN 978-9532643886) ;

## Prix et récompenses
- Mention spéciale du Jury œcuménique à Angoulême, FIBD 2012[6] pour Ismahane
- Prix du livre d’histoire contemporaine 2023, Lauréats de la catégorie « Bande dessinée », Association Lire La Société, pour Le Matin de Sarajevo[33]
- Prix du meilleur album, festival Bdécines 2022 pour L'Homme Qui Voulait Être Vieux
- Prix coup de cœur du jury, festival Bdécines 2023 pour L'or D'El Ouafi[34]
- Prix bulles de sport 2023 L'or D'El Ouafi[35]